# Doza echivalentă
Doza echivalentă este o cantitate de doză H care reprezintă efectele stohastice asupra sănătății ale nivelurilor scăzute de radiații ionizante asupra corpului uman, ceea ce reprezintă probabilitatea de cancer indus de radiații și de deteriorare genetică. Este derivat din cantitatea fizică absorbită a dozei, dar ia în considerare și eficacitatea biologică a radiației, care depinde de tipul de radiație și de energie. În sistemul SI de unități, unitatea de măsură este sievert (Sv).
Doză echivalentă (HT) - doza absorbită de țesutul sau organul T, ponderată pentru tipul și calitatea radiației R, se calculează după formula:
HT,R = wR DT,R
unde
— DT,R este doza medie absorbită de țesutul sau organul T, datorată radiației R, iar
— wR este factorul de ponderare pentru radiație.